# Посадка покрівлі
Посадка покрівлі (рос. посадка кровли, англ. roof caving; нім. Zubruchwerfen n des Hangenden) – штучне обвалення гірських порід у виробленому просторі очисних виробок, що здійснюється при управлінні покрівлею способами повного або часткового (в випадку закладки виробленого простору) обвалення покрівлі. Здійснюється шляхом переміщення ближче до вибою посадочного кріплення, яке розташовують на межі між привибійним простором та зоною, що підлягає погашенню. В окремих випадках, в разі залягання в покрівлі масивних міцних порід, посадку провадять підриванням зарядів вибухової речовини у покрівлі лави (торпедування свердловин).
Посадка покрівлі зазвичай здійснюється на посадочне металеве кріплення або, в разі використання механізованих комплексів, на посадочні секції механізованого кріплення. Іноді застосовують обрізне дерев'янекріплення (органне, кострове, кущове). Планомірно й циклічно виконуючи посадку покрівлі (відповідно до посування очисного вибою), забезпечують підтримання тиску гірських порід над привибійним простором у допустимих межах і тим самим усувають можливість завалів очисного вибою. Посадку покрівлі проводять періодично через відстань, що дорівнює кроку вільного (або примусового) обвалення покрівлі – так званий крок посадки покрівлі. 
Природна посадка покрівлі – самообвалення порід покрівлі у виробленому просторі безпосередньо за посуванням очисного вибою. 